# Griechische Gebärdensprache
Die Griechische Gebärdensprache (griechisch Ελληνική Νοηματική Γλώσσα (ΕΝΓ), Elliniki Noimatiki Glossa (ENG)) ist die natürliche, visuell-manuelle Sprache, mit der gehörlose und schwerhörige Personen in Griechenland und in Zypern untereinander und mit Hörenden kommunizieren. Wie in anderen Gebärdensprachen werden auch hier Hände, Mimik und Körperhaltung benutzt, um zu kommunizieren. 

## Gesetzgebung
Die Griechische Gebärdensprache wurde 2000 mit dem Gesetz 2817/2000 als erste erlernte Sprache der Gehörlosen und Schwerhörigen in Griechenland anerkannt. Seither ist für alle Lehrkräfte, die an Schulen für Gehörlose unterrichten wollen, die Sprachkenntnis der Gebärdensprache eine Einstellungsvoraussetzung. 
2017 wurde die Griechische Gebärdensprache der Neugriechischen Sprache gesetzlich gleichgestellt. 
Ferner ist in Griechenland per Gesetz vorgeschrieben, dass täglich in allen privaten Fernsehkanälen sowie im staatlichen Fernsehsender ERT einmal am Tag zwischen 17 und 23 Uhr Nachrichten in Gebärdensprache gesendet werden. Für das Übersetzen aus dem Neugriechischen in die Gebärdensprache sind offiziell 41 Personen als Dolmetschende registriert, die Mehrzahl von ihnen in Athen (Stand Mai 2022).

## Spracherwerb
Die Griechische Gebärdensprache wird der Gruppe der Französischen Gebärdensprachen zugeordnet. In Griechenland wurde die Zahl der Personen, die die Gebärdensprache nutzen, 2015 auf 40.000 geschätzt. 
Sprachkurse werden von verschiedenen Trägern angeboten, unter anderem seit 1999 vom Bund der Gehörlosen Griechenlands OMKE (Ομοσπονδία Κωφών τις Ελλάδος, Omospondia kofon tis ellados).